# Diomedes Soter
Diomedes Soter (grec antic: Διομήδης Σωτήρ, 'Diomedes el Salvador') fou un rei indogrec. Pel lloc on s'han trobat les seves monedes sembla que el seu govern estava a l'àrea dels Paropamísades, potser amb dominis temporals més a l'est.
Segons les representacions similars i els monogrames regravats a les seves monedes, sembla el jove hereu i successor de Filoxen del que probablement seria parent proper. Filoxen fou el darrer rei que va governar sobre el regne de Menandre I que finalment es va fragmentar. Osmund Bopearachchi el dara vers 95-90 aC i R.C. Senior vers 115-105 aC.

## Monedes
Diomedes representa a les seves monedes els Dioscurs, o sigui els fills de Zeus i Leda: Càstor i Pòl·lux, a vegades a cavall; els dos tipus foren prèviament utilitzats per Eucràtides I, però és força insegur que estiguessin relacionats amb aquest que feia uns 70 anys que havia mort. Va encunyar algunes monedes de tipus àtic amb llegenda grega, i altres bilingües en grec i Kharosthi), el que indicaria que regia a la part occidental del regne Indogrec. Només es coneix un regravat, fet per Diomedes sobre una moneda d'Estrató I i Agatoclea el que podria indicar que va lluitar pel control de la part central del regne amb Estrató I.